# Золотая медаль Национального центра научных исследований
Золотая медаль Национального центра научных исследований (фр. La médaille d'or du CNRS) — ежегодная премия Национального центра научных исследований (CNRS) Франции. Присуждается с 1954 года учёному, который внес выдающийся вклад в развитие соответствующей области знаний. Высшая научная награда Франции.

## Лауреаты
- 1954: Борель, Эмиль
- 1955:  Де Бройль, Луи
- 1956: Адамар, Жак
- 1957: Гастон Дюпуа[фр.]
- 1958: Рамон, Гастон
- 1959: Данжон, Андре
- 1960: Рауль Бланшар[англ.]
- 1961: Pol Bouin[фр.]
- 1962: Marcel Delépine[англ.]
- 1963: Robert Courrier[англ.]
- 1964:  Кастлер, Альфред
- 1965:  Неель, Луи
- 1966: Paul Pascal[фр.]
- 1967: Леви-Стросс, Клод
- 1968: Эфрусси, Борис Самойлович
- 1969: Georges Chaudron[фр.]
- 1970: Фридель, Жак
- 1971: Bernard Halpern[фр.]
- 1972: Jacques Oudin[фр.]
- 1973: Леруа-Гуран, Андре
- 1974: Edgar Lederer[фр.]
- 1975: Raimond Castaing[фр.], Дерош-Ноблькур, Кристина
- 1976: Картан, Анри
- 1977: Ференбак, Шарль Макс
- 1978:  Алле, Морис, Pierre Jacquinot[англ.]
- 1979: Шамбон, Пьер
- 1980:  Жен, Пьер Жиль де
- 1981:  Лен, Жан-Мари, Roland Martin[англ.]
- 1982: Pierre Joliot[англ.]
- 1983: Évry Schatzman[англ.]
- 1984: Jean Brossel[англ.], Вернан, Жан-Пьер
- 1985: Слонимский, Пётр
- 1986: Дуарен, Николь ле
- 1987: Georges Canguilhem[англ.],   Серр, Жан-Пьер
- 1988: Филипп Нозьер
- 1989: Мишель Жуве
- 1990: Marc Julia[англ.]
- 1991: Ле Гофф, Жак
- 1992:  Шанжё, Жан-Пьер
- 1993: Бурдьё, Пьер
- 1994:  Алегр, Клод
- 1995: Ажеж, Клод
- 1996:  Коэн-Таннуджи, Клод
- 1997: Jean Rouxel[нем.]
- 1998: Pierre Potier[англ.]
- 1999: Риссе, Жан-Клод
- 2000: Michel Lazdunski[фр.]
- 2001: Годелье, Морис
- 2002:  Лориус, Клод, Жузель, Жан
- 2003:  Ферт, Альбер
- 2004:  Конн, Ален
- 2005:  Аспе, Ален
- 2006: Jacques Stern[англ.]
- 2007:  Тироль, Жан
- 2008: Jean Weissenbach[англ.]
- 2009:  Арош, Серж
- 2010: Фере, Жерар
- 2011:    Жюль Офман
- 2012: Дескола, Филипп
- 2013: Margaret Buckingham[англ.]
- 2014: Gérard Berry[англ.]
- 2015: Éric Karsenti[фр.]
- 2016: Вуазен, Клэр
- 2017: Alain Brillet[фр.], Тибо Дамур
- 2018: Кассен, Барбара
- 2019: Эбессен, Томас
- 2020: Комб, Франсуаза
- 2021: Далибар, Жан
- 2022: Тараскон, Жан-Мари
- 2023: Лаворель, Сандра